# Zminac
Zminac (cyr. Зминац) – wieś w Czarnogórze, w gminie Bijelo Polje. W 2011 roku liczyła 194 mieszkańców.